# Великая сила (фильм)
«Великая сила» — советский художественный фильм 1950 года, снятый режиссёром Фридрихом Эрмлером на киностудии «Ленфильм».
Экранизация одноименной пьесы драматурга Бориса Ромашова.

## Сюжет
Фильм направлен против «низкопоклонства перед западом», выражается ли оно в преклонении перед достижениями науки или в ношении импортной одежды.
Советский профессор Лавров — экспериментатор, учёный-селекционер, ученик и последователь И. В. Мичурина, сторонник мичуринской агробиологии и поборник теории Т. Д. Лысенко — добивается успеха при выведении новой породы кур высокой яйценоскости и продуктивности, влёгкую опровергая идеалистическую теорию наследственности западных учёных. В этом его поддерживает ЦК ВКП (б) в лице прибывшего на опытную птицеферму товарища Остроумова.

## В ролях
- Борис Бабочкин — Павел Степанович Лавров, профессор, учёный-селекционер, поборник теории Т. Д. Лысенко
- Виктор Хохряков — Тимофей Игнатьевич Милягин, директор сельскохозяйственного института
- Галина Инютина — Клавдия Петровна Лаврова, жена Лаврова, врач
- Юрий Толубеев — Сергей Юлианович Абуладзе, академик
- Николай Боголюбов — Александр Николаевич Остроумов, представитель ЦК ВКП (б)
- Фёдор Никитин — Сергей Васильевич Рублёв, академик, генетик, «гордость института»
- Борис Смирнов — Григорий Иванович Жуков, секретарь парткома института
- Александр Виолинов — Медынцев, «молодой учёный, отлично эрудированный» — поборник буржуазной генетики
- Ольга Аросева — Елена Коробкова, сотрудница курсов повышения квалификации птицеводов
- Инна Кондратьева — Надежда Михайловна, сотрудница лаборатории
- Мария Мазун — Любаша
- Анна Лисянская — Евдокия Милягина, жена директора института
- Александра Тришко — Дарья Васильевна
- Владимир Дорофеев — Владимир Андреевич, старый рядовой лаборант, член парткома института
- Михаил Дубрава — Сергей Петровский, член парткома института и комиссии учёного совета
- Пётр Лобанов — Кузьма Андреевич Полосухин, птицевод из колхоза «Вперед»
- Владимир Марьев — Новиков, член комиссии учёного совета института
- Герман Хованов
- Владимир Казаринов — учёный из Москвы (нет в титрах)

Фильм был перемонтирован на студии «Мосфильме» в 1966 году., подвергся цензуре.

## Награды
- Фридрих Эрмлер — Сталинская премия III степени (1951)
- Аркадий Кольцатый — Сталинская премия III степени (1951)
- Борис Бабочкин — Сталинская премия III степени (1951)
- Виктор Хохряков — Сталинская премия III степени (1951)